# 海光寺駅
海光寺駅（かいこうじ-えき）は中華人民共和国天津市南開区に位置する天津地下鉄1号線の駅である。

## 駅構造
- 相対式ホーム2面2線の地下駅で、ホームドア完備。出口はA～Cの3箇所ある。

| 1号線ホーム | 相対式ホーム            |
| 1号線ホーム | ←1号線 営口道・李楼方面 |
| 1号線ホーム | 1号線 西駅・劉園方面→   |
| 1号線ホーム | 相対式ホーム            |

## 駅周辺
- 天津市質量技術監督局
- 天津市人民検察院
- 解放軍272医院

## 歴史
- 1984年12月28日 - 開業。
- 2001年10月19日 - リニューアル工事のため運転中止。
- 2006年6月12日 - 再開業。

## 隣の駅
- ■1号線

鞍山道駅 - 海光寺駅 - 二緯路駅